# Niphona cantonensis
Niphona cantonensis es una especie de escarabajo longicornio del género Niphona, tribu Pteropliini, subfamilia Lamiinae. Fue descrita científicamente por Gressitt en 1939.
La especie se mantiene activa durante los meses de abril y mayo.

## Descripción
Mide 9-11 milímetros de longitud.

## Distribución
Se distribuye por China.